# Попово (город)
По́пово (болг. Попово) — город в Болгарии. Находится в Тырговиштской области, входит в общину Попово. Население составляет 16 623 человека.

## География
Город раскинулся вдоль реки Поповка, несколькими ярусами на двух холмах и в нижней части долины. Северная часть города была возведена на толстом слое гравия и песка, внутри которого до сих пор палеонтологи находят останки животных третичного периода.
Современный город разделен на несколько районов, границы которых в настоящее время полностью размыты. В предместьях города расположена станция железнодорожной ветки София-Варна, он идет прямо. В пригородах Попово находятся села Гагово, Зараево, Кардам, Мид и Паламарца.
В пригороде Попово, недалеко от деревни Ковачевец и Паламарца, находится третья самая высокая точка в долине Дуная — гора Калакоч (485 метров).
| Год  | Население |
| ---- | --------- |
| 1985 | 21 248    |
| 1992 | 19 722    |
| 2000 | 18 802    |
| 2005 | 16 858    |
| 2010 | 15 548    |

## Политическая ситуация
Кмет (мэр) общины Попово — Людмил Веселинов (коалиция в составе 2 партий: Федерация Активного Гражданского Общества (ФАГО), Гражданский союз за новую Болгарию (ГСНБ)) по результатам выборов 2007 года в правление общины.

## Известные уроженцы
- Димитров, Сава (1919—2008) — болгарский кларнетист и музыкальный педагог.
- Дончев, Нено (1929—1991) — болгарский учёный-фитопатолог.

## Галерея

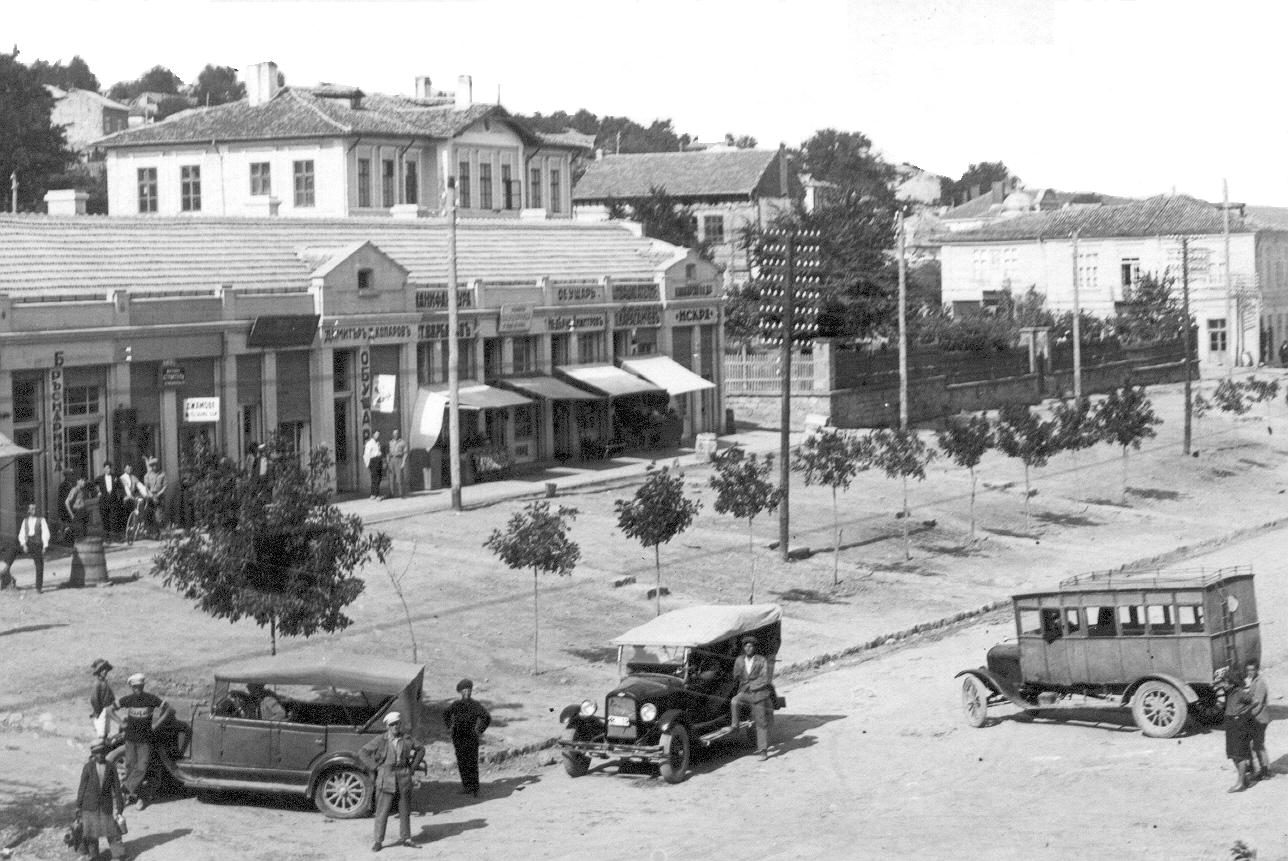
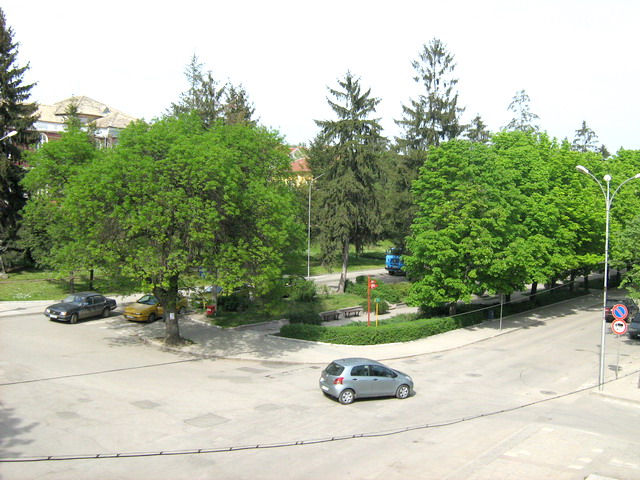
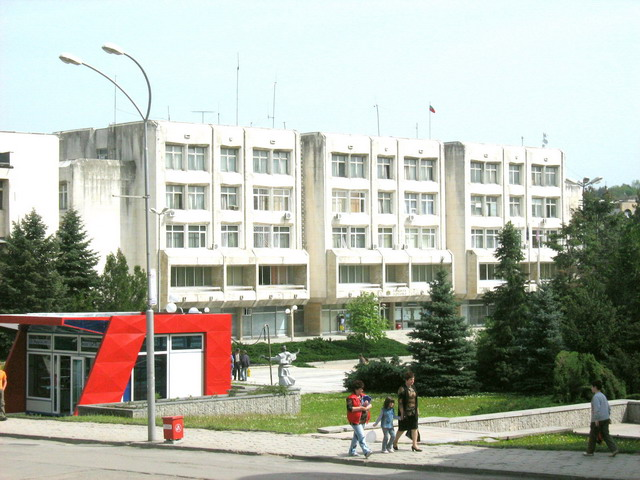
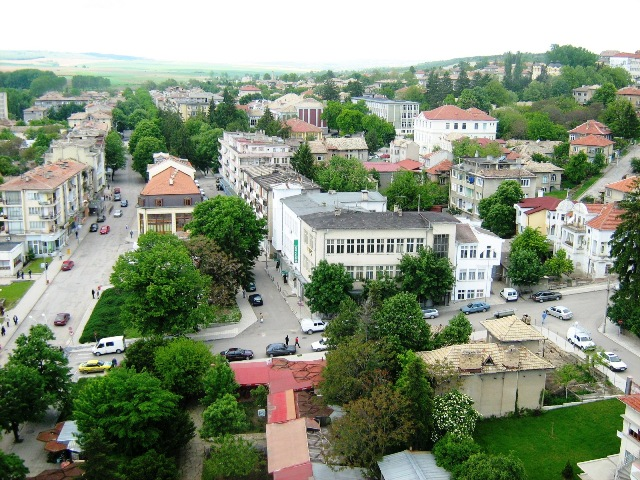
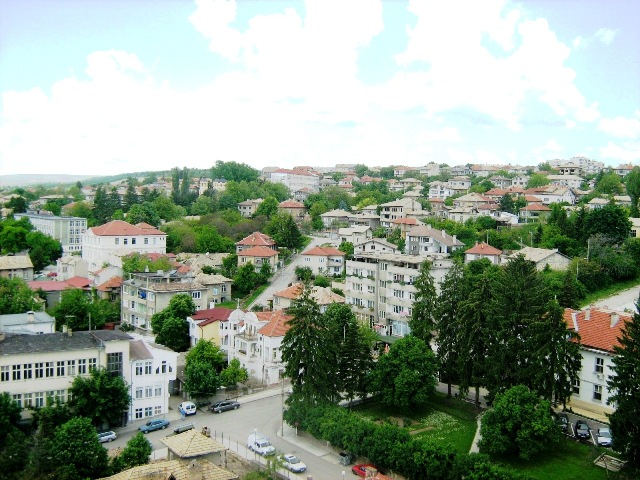
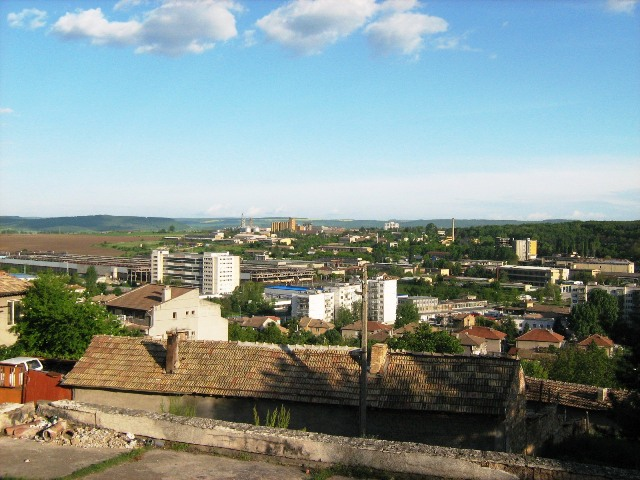
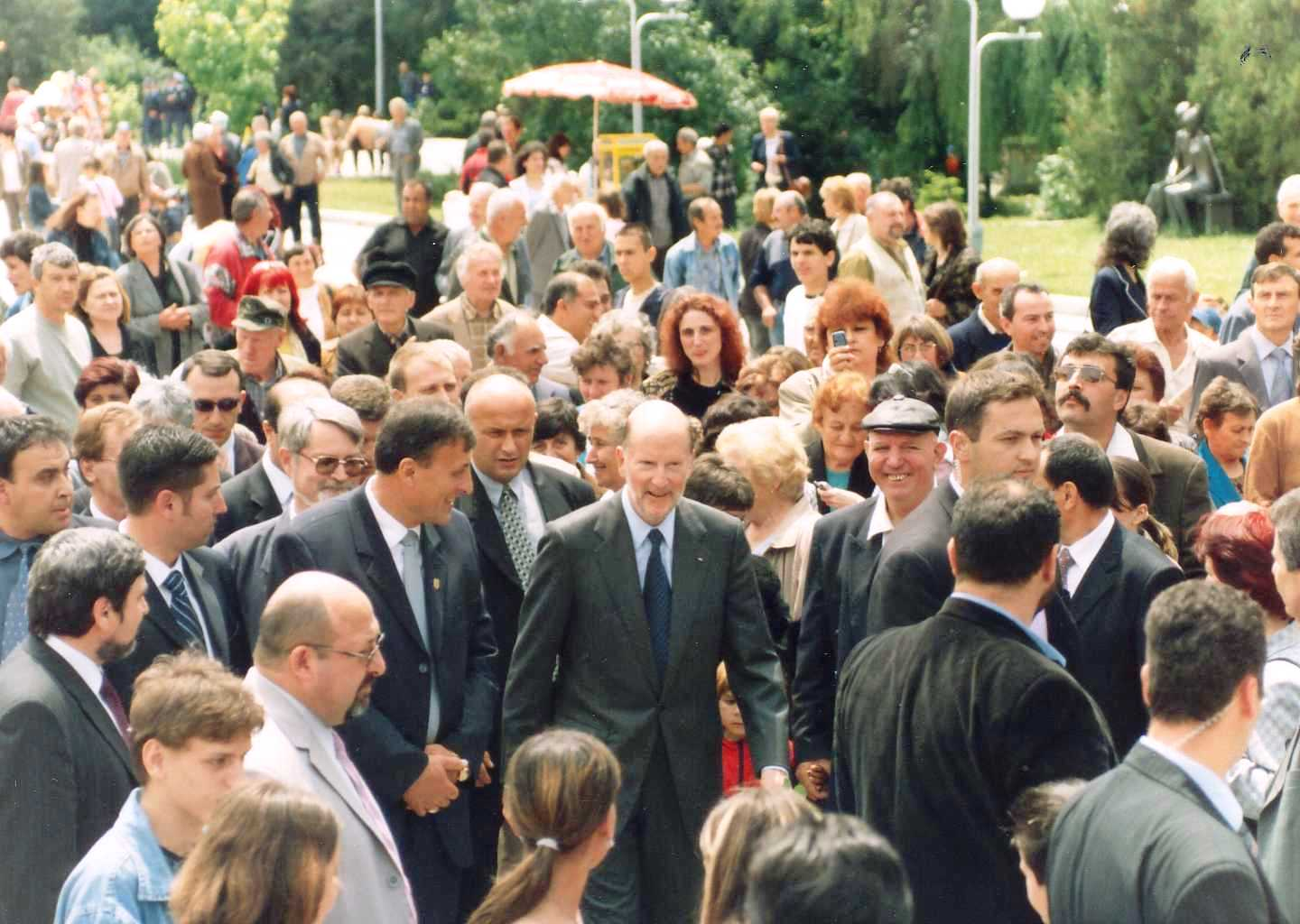
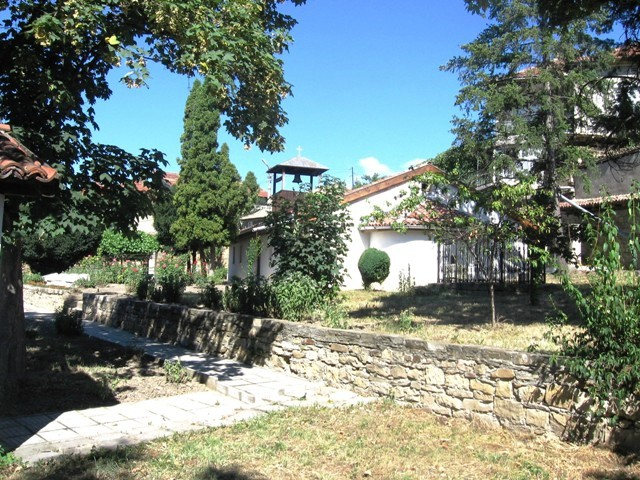
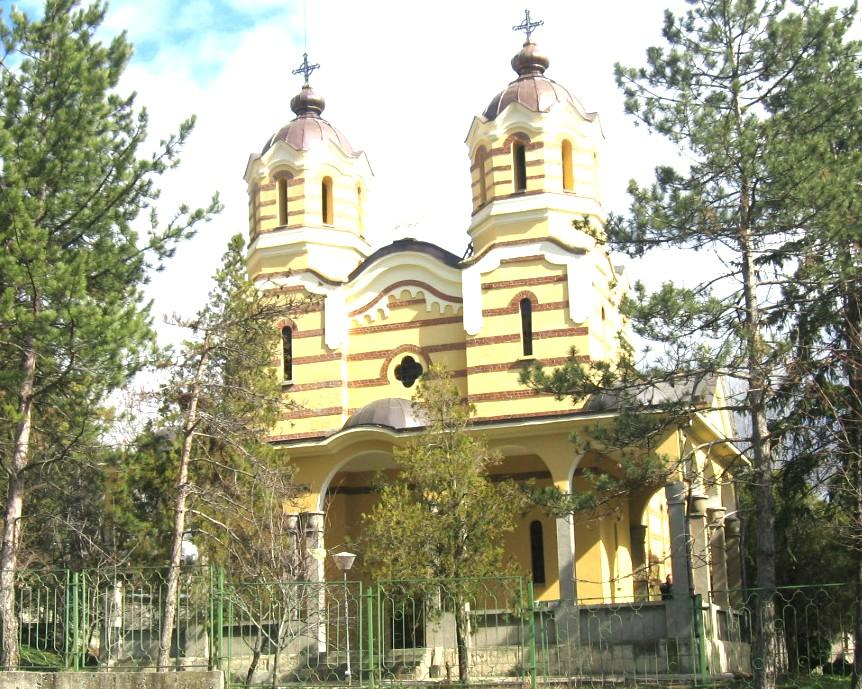
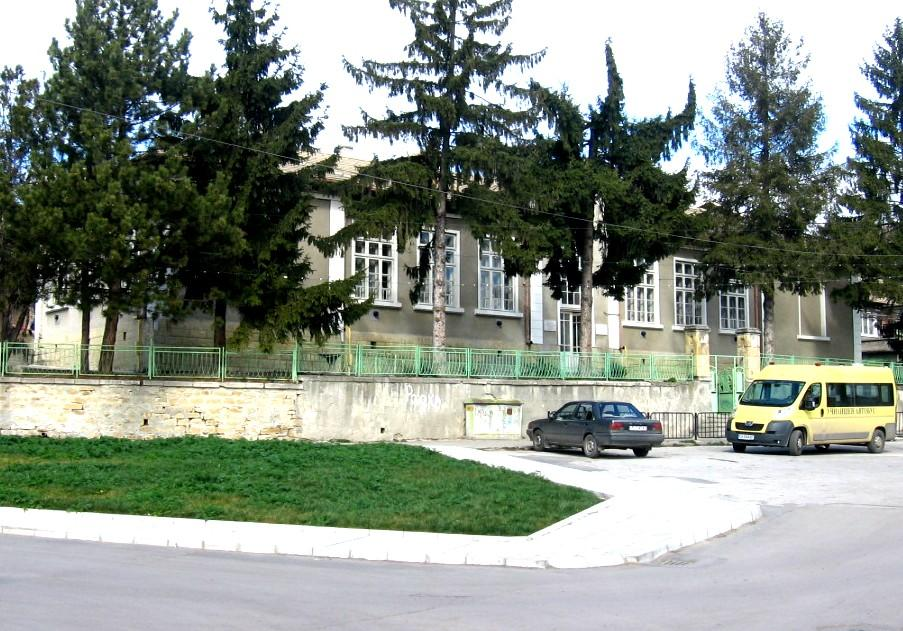
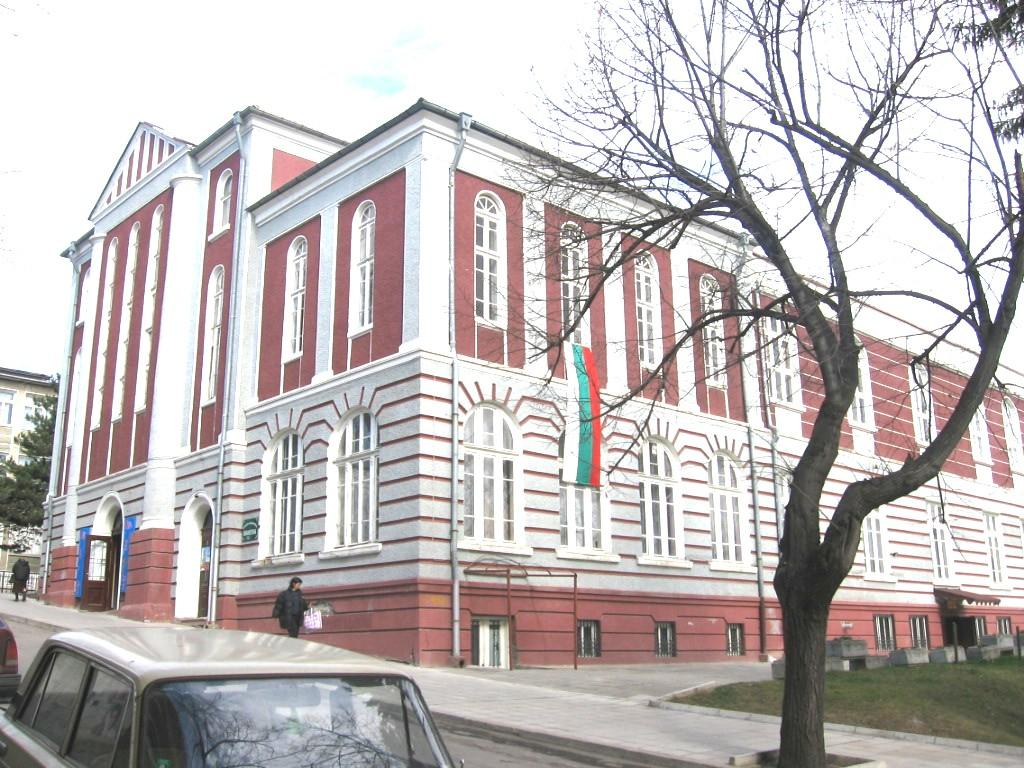
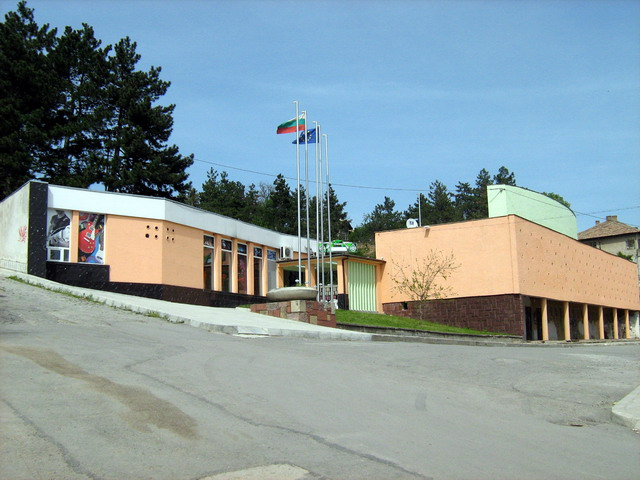
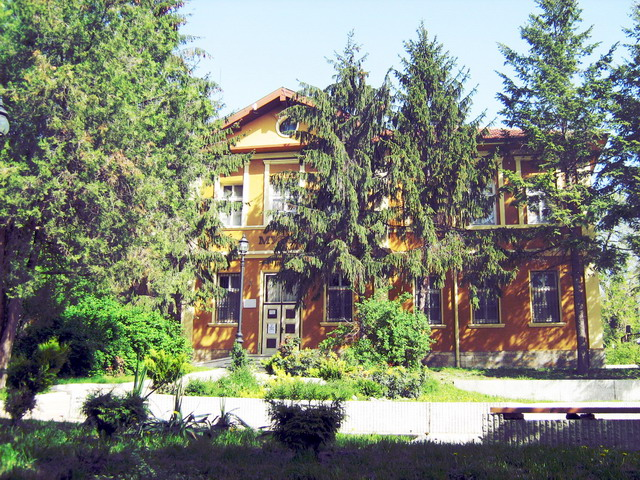
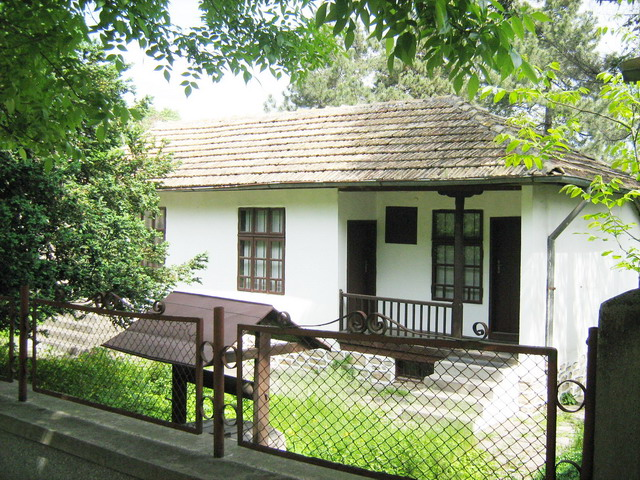
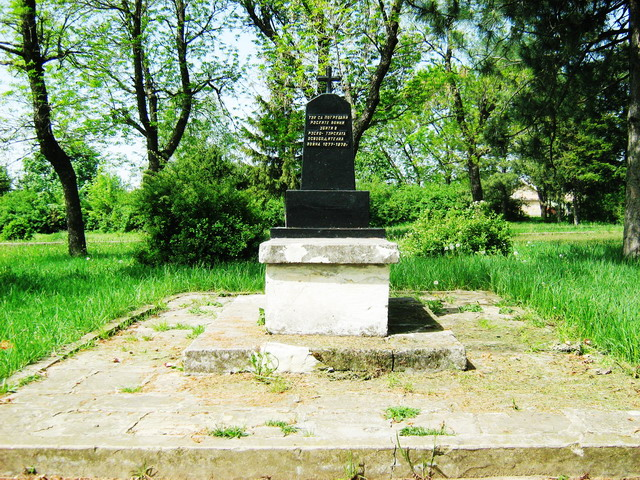

## Города-побратимы
- Арзамас (Россия)
- Зарайск Московской области (Россия)[источник?]